# Orazio Giustiniani
Orazio Giustiniani (Chio, 28 febbraio 1580 – Roma, 25 luglio 1649) è stato un cardinale italiano, della Confederazione dell'Oratorio di San Filippo Neri.

## Biografia
La sua provenienza dalla colonia genovese nell'isola di Chio gli assicurò la conoscenza perfetta del greco volgare, che gli valse diversi incarichi di fiducia per trattative sull'unione delle Chiese greca e latina.
Il Giustiniani si occupò, come studioso, dell'edizione degli atti del concilio di Firenze del 1438-46 (Acta sacri oecumenici concilii Florentini... collata, disposita, illustrata, Romae 1638). Fino a quel momento gli unici atti disponibili erano di fonte greca. Il concilio è narrato dalle sue sessioni a Basilea (1431-37), dove prevalse la teoria conciliatorista della superiorità del Concilio sul papa, al trasferimento a Ferrara e poi a Firenze dove il tema centrale fu il tentativo di unione della chiesa latina con quella greca.
Giustiniani sente la caduta di Costantinopoli avvenuta il giorno di Pentecoste del 1453 come un segno divino su un tema (la discesa dello Spirito Santo) che aveva diviso le due chiese. L'opera fu poi inserita nelle grandi edizioni generali dei concili (Hardouin, Mansi, Labbé-Cossart) e ha il pregio di presentare i testi delle varie bolle d'unione: non solo con i greci, ma anche con gli armeni, con i giacobiti, con i siri, con i maroniti. Con gli etiopi sono riportati i testi delle trattative.
Papa Innocenzo X lo nominò cardinale con il titolo di Sant'Onofrio al Gianicolo, il 6 marzo 1645.

## Opere
- (LA) Orazio Giustiniani, Acta sacri oecumenici concilii Florentini ab Horatio Justiniano ... collecta, disposita, illustrata, Romae, Typis S. Congr. de Fid e Propaganda, 1638. URL consultato il 9 settembre 2019.

## Genealogia episcopale e successione apostolica
La genealogia episcopale è:
- Cardinale Guillaume d'Estouteville, O.S.B.Clun.
- Papa Sisto IV
- Papa Giulio II
- Cardinale Raffaele Riario
- Papa Leone X
- Papa Paolo III
- Cardinale Francesco Pisani
- Cardinale Alfonso Gesualdo
- Papa Clemente VIII
- Cardinale Pietro Aldobrandini
- Cardinale Laudivio Zacchia
- Papa Innocenzo X
- Cardinale Orazio Giustiniani, C.O.

La successione apostolica è:
- Vescovo Domenico Carnevale (1646)
- Vescovo Stefano Martini (1646)
- Vescovo Mario Montani (1646)
- Vescovo Ignazio Ciantes, O.P. (1647)